# Кряково (Московская область)
Кряково — деревня в Лотошинском районе Московской области России.
Относится к городскому поселению Лотошино, до реформы 2006 года относилась к Михалёвскому сельскому округу. Население — 27 чел. (2010).

## География
Расположена примерно в 8 км к югу от районного центра — посёлка городского типа Лотошино, на левом берегу реки Лоби, впадающей в Шошу. Автобусная остановка на маршруте Лотошино — Михалёво. Соседние населённые пункты — деревни Кульпино, Добрино и Тереховка.

## Исторические сведения
До 1924 года входила в состав Кульпинской волости Волоколамского уезда Московской губернии, а после её упразднения — в состав вновь образованной Раменской волости.
По сведениям 1859 года Кряковки (Кряково) — владельческая деревня на Зубцовском тракте, при реке Лоби, в 28 верстах от уездного города, с 5 дворами и 64 жителями (34 мужчины, 30 женщин).
По материалам Всесоюзной переписи населения 1926 года деревня относилась к Кульпинскому сельсовету, в ней проживало 165 человек (74 мужчины, 91 женщина), насчитывалось 32 крестьянских хозяйства.

## Население
| 1852 | 1859 | 1926 | 2002 | 2006 | 2010 |
| ---- | ---- | ---- | ---- | ---- | ---- |
| 64   | →64  | ↗165 | ↘19  | ↘13  | ↗27  |